# Barwaha
Barwaha é uma cidade e um município no distrito de West Nimar, no estado indiano de Madhya Pradesh.

## Demografia
Segundo o censo de 2001, Barwaha tinha uma população de 24 914 habitantes. Os indivíduos do sexo masculino constituem 52% da população e os do sexo feminino 48%. Barwaha tem uma taxa de literacia de 74%, superior à média nacional de 59,5%; com 56% para o sexo masculino e 44% para o sexo feminino. 13% da população está abaixo dos 6 anos de idade.